# Sudanonautes kagoroensis
Sudanonautes kagoroensis is een krabbensoort uit de familie van de Potamonautidae. De wetenschappelijke naam van de soort is voor het eerst geldig gepubliceerd in 1991 door Cumberlidge.